# 新板特區商圈

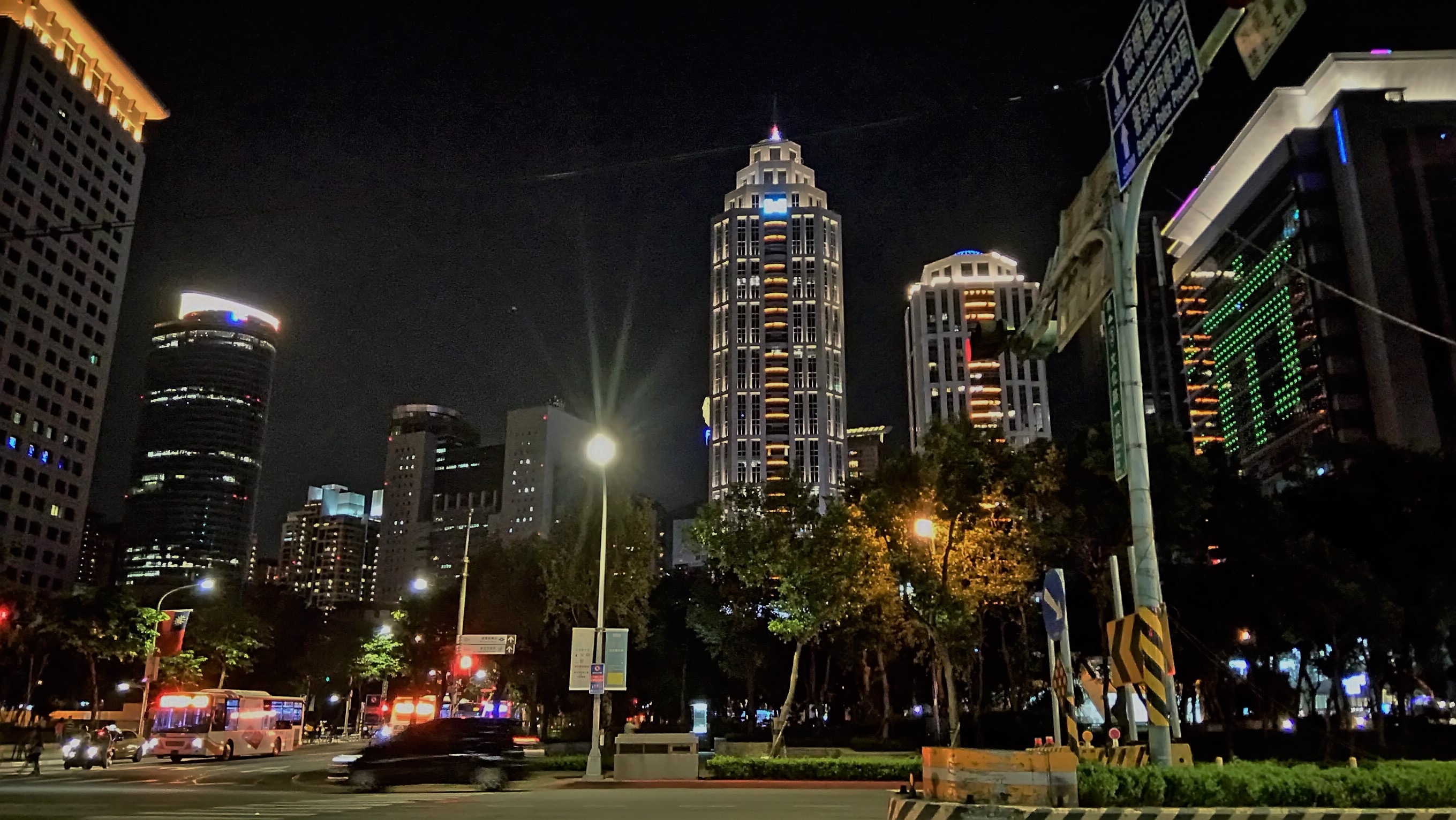
板橋新板特區商圈繁華夜景

新板特區商圈位於新北市板橋區的新板特區，是一個以多鐵共構車站為中心的大型都會型商圈，範圍以板橋區文化路、民權路、民族路、區運路、漢生東路之間的街廓為主。因大型公共建設及民間資源的持續投入，集合了行政中心、購物中心、交通樞紐等各項機能，和原本機能多元的板橋府中商圈距離僅約600公尺，未來兩者有進一步結合的趨勢。

## 商圈現況

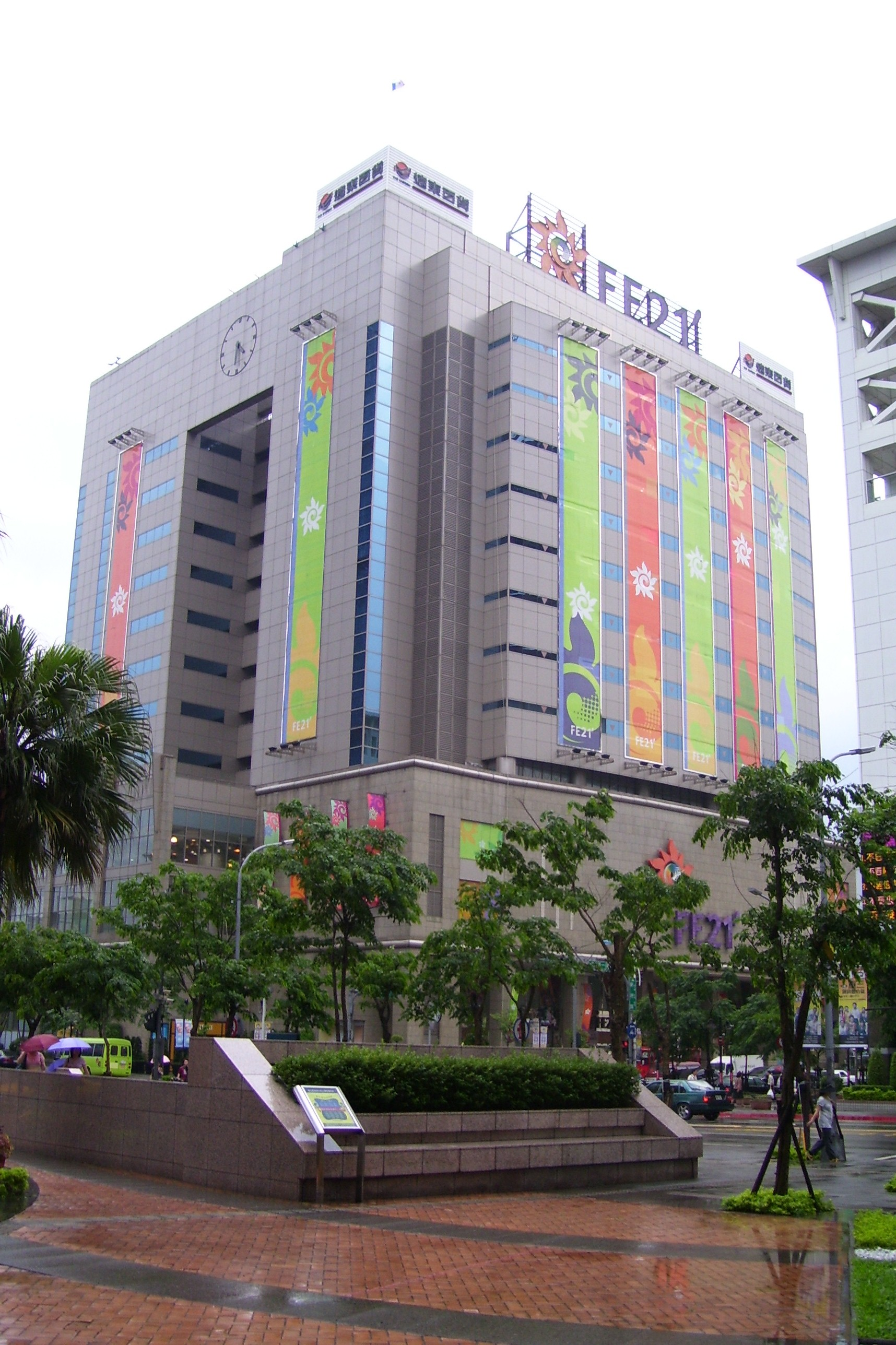
遠百（FE'21）板橋店

遠東百貨(FE21板橋店)是最早在此處開拓的大型商業據點，於2000年6月開幕，目前調整為新銳設計師作品為主的概念店。環球購物中心板橋店2010年4月開幕，為新北市第一個大型車站商場，其中二樓有約二十家戶外主題花園餐廳、地下一樓則匯聚許多特色美食小吃，是其主要特色。2012年1月此區規模最大的Mega City板橋大遠百開幕，除了知名連鎖餐飲及美食街進駐，更引進了威秀影城等設施及眾多奢侈品與化妝品品牌，使本區成為新北市逐漸成熟的都會型商圈。2012年11月誠品生活新板店開幕，則為新板特區商圈注入了商業氣息以外的書香人文氛圍。

### 購物商場
- 遠東百貨新概念店板橋店（板橋FE21'，2000年6月開幕）
- 環球購物中心板橋店（2010年4月開幕）
- Mega City板橋大遠百（2011年12月29日開幕）
- 誠品生活新板店（2012年11月17日開幕）
- 麗寶百貨廣場（2013年1月開幕）

### 影城

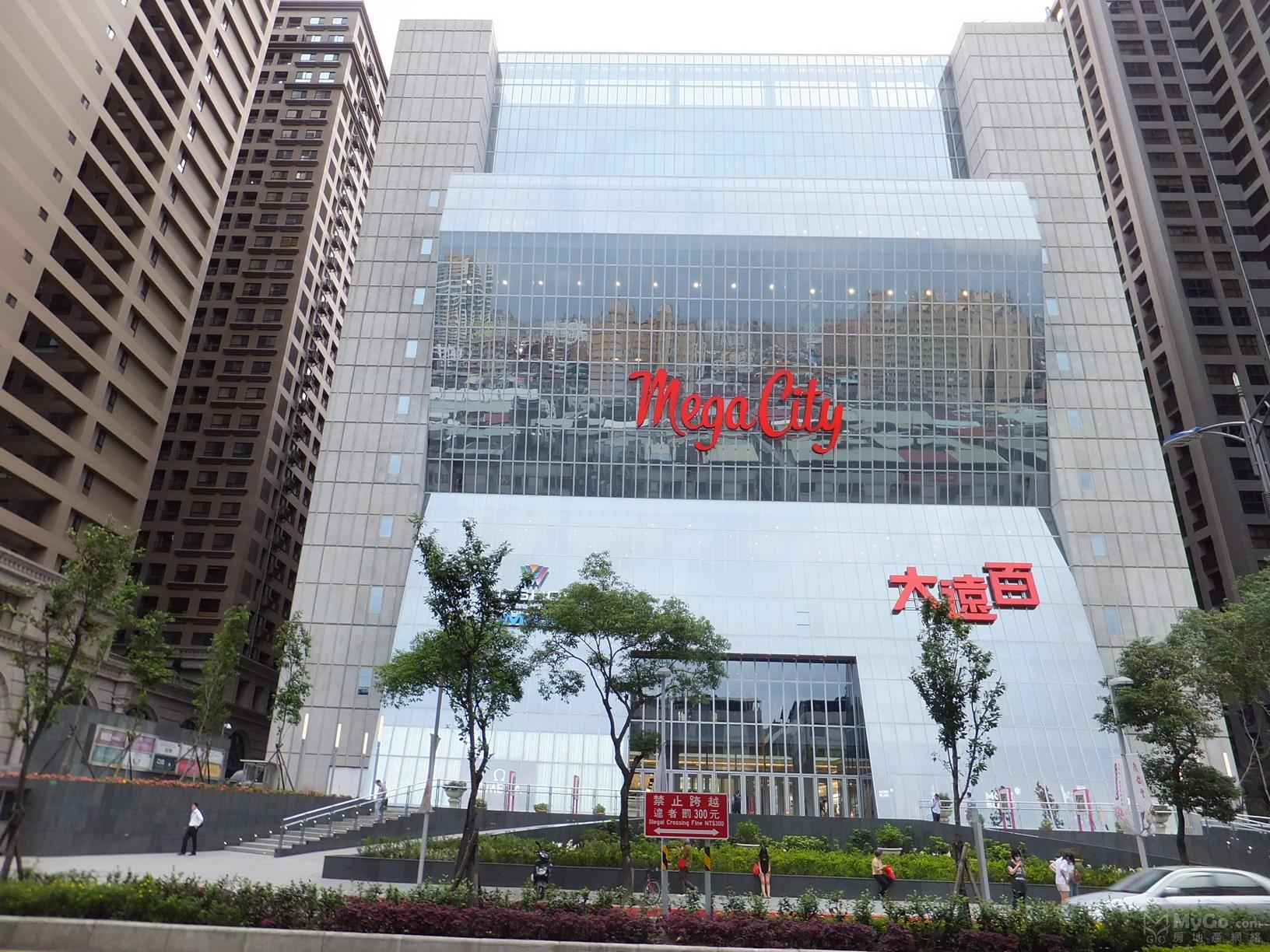
板橋大遠百Mega City（及威秀影城）

- 威秀影城（2012年1月5日開幕）
- 秀泰影城（2013年1月開幕）

### 旅館
- 傑仕堡商旅板橋館 - 都會風設計文旅
- 板橋凱撒大飯店 - 五星級觀光旅館
- 台北趣淘漫旅 - 設計風格旅館
- 板橋希爾頓大飯店 - 五星級國際品牌旅館

### 商務中心
- 板信雙子星花園廣場
- 曼哈頓金融大樓
- 百揚大樓 Mega Tower(遠東百貨企業總部)
- 台電新民辦公大樓
- 新光人壽新板金融大樓

## 未來發展
特區內與周邊數棟商辦建築持續營建、招商中。2016年初新光人壽開始在特區旁打造銀髮世代指標性建築，已於2020年完工，建案包含醫療診所大樓、高級出租住宅大樓及高級旅館等，結合新光集團醫療、住宿、飯店等多元建物。
交通方面，台北捷運環狀線是首條貫穿新北市各區的捷運路線（串聯新莊、五股、中和、新店等新北市核心區域之商業腹地），特區內的環狀線板橋站及鄰近的環狀線板新站已於2020年1月31日通車。

## 周邊觀光資源
1. 新北市政府32F觀景台
2. 新北市政府市民廣場
3. 新板萬坪都會公園
4. 板橋站水景廣場
5. 林本源園邸（林家花園）
6. 府中15新北市動畫故事館
7. 介壽公園
8. 糕餅街
9. 婚紗街
10. 東門藝術地下道
11. 府中算命街
12. 挽面街
13. 板橋原宿
14. 接雲寺
15. 大佛寺
16. 湳仔溝自行車道
17. 國立臺灣藝術大學
18. 新北市立板橋高級中學
19. 新北市立海山高級中學

## 外部連結
- 新板特區商圈-新北市觀光旅遊網 （页面存档备份，存于）